# 추수 봉기
추수 봉기 (중국어 간체자: 秋收起义, 정체자: 秋收起義, 병음: Qīushōu Qǐyì)는 1927년 9월 7일 중국 후난성과 장시성일대에서 마오쩌둥이 주도하는 공산주의자들이 일으킨 무장봉기이다. 이 봉기는 중국에서 최초의 공산당 무장봉기로 기록된다.

## 개요
1927년 4월 12일 국민당의 정권을 잡은 장제스는 4.12사건(상하이 쿠데타)을 일으켜 공산당 및 공산주의자에 대한 대대적인 숙청작업을 벌이며 제1차 국공합작은 결렬되었다. 비슷한 시기 우한에 있었던 왕징웨이 국민당 좌파 정부도 공산당 숙청작업을 진행했다. 당시 국민당의 대대적인 공세에 대하여 중국공산당 중앙위원회는 8월 7일 한커우(漢口)에서 중앙긴급회의를 열고 농민의 무장봉기, 토지개혁을 결의하였고 농민들의 가을 걷이 철에 맟추어 대대적인 봉기를 계획하였다. 당시 중앙위로부터 파견된 마오쩌둥은 후난·장시 경계지역의 농민을 규합해 농민의 무장봉기를 일으켰고 그 일대 지역에서 대대적인 농민의 호응으로 규모가 커지는 듯했다.
그러나 곧 국민당군의 본격적인 반격을 가해왔고 급조된 농민 군대는 곧 퇴각할 수밖에 없었다. 마오는 결국 봉기에 실패하고 잔류병력을 데리고 후난 성, 장시 성 접경지역에 있는 징강 산으로 들어갔고 그곳에서 자체적인 공산당 소비에트(해방구)를 건설하였다. 이것이 바로 훗날 중화소비에트공화국으로 발전하게 되는 근거지가 되었다.

## 같이 보기
- 난창 봉기
- 상하이 쿠데타